# Delicatessen
Delicatessen (1991) este un film franțuzesc de comedie neagră regizat de Jean-Pierre Jeunet și Marc Caro, cu Dominique Pinon și Karin Viard în rolurile principale. 

## Prezentare
Acțiunea filmului are loc într-o perioadă de timp necunoscută din viitor într-o clădire de apartamente rezidențiale dintr-o Franță post-apocaliptică. Povestea se concentrează asupra locatarilor clădirii și a încercărilor lor disperate pentru a supraviețui într-o lume în care alimentele sunt raționalizate. Printre aceste personaje este Mark Louison, un nou venit, care ajunge să înlocuiască un chiriaș care a plecat dintr-un motiv neclar. Măcelarul Clapet este liderul acestui grup care se străduiește să mențină controlul și echilibrul în clădirea de apartamente. 

## Actori
- Dominique Pinon este Louison
- Marie-Laure Dougnac este Julie Clapet
- Jean-Claude Dreyfus este Clapet
- Karin Viard este D.ra Plusse
- Ticky Holgado este Marcel Tapioca
- Edith Ker este Bunica
- Rufus este Robert Kube
- Jacques Mathou este Roger
- Howard Vernon este Frog Man
- Marc Caro este Fox